# Батлер, Джек (футболист)
Джон Де́ннис «Джек» Ба́тлер (англ. John Dennis "Jack" Butler, 14 августа 1894, Коломбо — 5 января 1961, Лондон) — английский футболист, игравший на позиции нападающего, в частности, за клуб «Арсенал», а также национальную сборную Англии. По завершении игровой карьеры — тренер. Руководил сборной Бельгии на чемпионате мира 1938 года.

## Клубная карьера
Родился 14 августа 1894 года в городе Коломбо. Воспитанник юношеских команд футбольных клубов «Дартфорд» и «Фулхэм Тьюсдей». В футболе дебютировал в 1913 году за команду «Фулхэм», в которой провёл один сезон.
Своей игрой за эту команду привлёк внимание представителей тренерского штаба клуба «Арсенал», к которому присоединился в 1914 году. Отыграл за «канониров» следующие шестнадцать сезонов своей игровой карьеры. Он играл в резервной команде «Арсенала» в своём первом сезоне, до того, как началась Первая мировая война. Батлер записался в Королевскую артиллерию и служил во Франции во время войны, а после окончания военных действий вернулся в «Арсенал». К тому времени он уже достиг совершеннолетия, и с возобновлением профессионального футбола он дебютировал в первой команде «Арсенала» против «Болтон Уондерерс» 15 ноября 1919 года.
Батлер изначально играл на позиции традиционного «центрального полузащитника», конкурируя с центральными полузащитниками «Арсенала» Крисом Бакли и Алексом Грэмом, но к 1924—1925 годам стал бесспорным основным центральным полузащитником, сыграв во всех, кроме трех, играх чемпионата клуба в том сезоне. В 1927 году Батлер также принял участие в финале Кубка Англии, в котором «Арсенал» проиграл со счётом 1:0 «Кардифф Сити» на стадионе «Уэмбли». Всего он сыграл 296 матчей за «Арсенал», забив восемь голов.
Завершил профессиональную игровую карьеру в клубе «Торки Юнайтед», в который перешёл за 1000 фунтов стерлингов и выступал за него в течение 1930—1932 годов.

## Карьера в сборной
8 декабря 1924 года дебютировал в официальных матчах в составе национальной сборной Англии, проведя свой единственный матч в её составе. В товарищеском матче англичане победили сборную Бельгии со счётом 4:0.

## Тренерская карьера
Начал тренерскую карьеру сразу же после завершения карьеры игрока, в 1932 году, возглавив тренерский штаб клуба «Даринг». Под руководством Батлера его команда выиграла лигу в 1936 и 1937 годах, заняла второе место в 1934 и 1938 годах и выиграла Кубок Бельгии в 1935 году. Он занимал этот пост до 1939 года, когда «Даринг» вылетел из лиги из-за проблем, связанных с коррупцией.
В 1935 году стал главным тренером сборной Бельгии, которую тренировал в течение пяти лет. До матча за третье место на чемпионате мира 2018 года Батлер оставался единственным тренером сборной, который одержал победу над Англией, это произошло в мае 1936 года со счётом 3:2 в Брюсселе. Возглавлял «красных дьяволов» на чемпионате мира 1938 года во Франции, где его команда проиграла хозяевам турнира (1:3).
В 1940—1945 годах работал ассистентом главного тренера в клубе «Лестер Сити». В течение части 1946 года тренировал сборную Дании, после чего работал в клубе «Торки Юнайтед», а затем в течение 1947—1949 годов возглавлял тренерский штаб клуба «Кристал Пэлас».
Последним местом тренерской работы был клуб «Колчестер Юнайтед», главным тренером которого Джек Батлер был с 1953 по 1955 год. Умер 5 января 1961 года на 67-м году жизни.